# Ото I (Бранденбург)
Вижте пояснителната страница за други личности с името Ото I.
Ото I фон Бранденбург (на немски: Otto I von Brandenburg; * 1128, † 8 юли 1184) от фамилията Аскани, е вторият маркграф на Бранденбург през 1170 – 1184 г.

## Живот
Ото I е син на Албрехт I, „Мечката“ († 1 ноември 1170), основателят на Маркграфство Бранденбург, и на София фон Винценбург (* 1105; † 6/7 юли 1160), дъщеря на граф Херман I от Винценбург († 1137/38).
Ото I управлява от 1144 г. заедно с баща си. Той го наследява след неговата смърт през 1170 г. и стабилизира Марка Бранденбург. През 1177 г. Ото I получава званието ерцканцлер. Той основава през 1180 г. влиятелния манастир Ленин в Цаухе.
През 1148 г. Ото I се жени за Юдит Полска (* 1132, † 8 юли 1175) от род Пясти, разведена от Ласло II и сестра на полските херцози Болеслав IV и Мешко III. След смъртта на Юдит през 1175 г. Ото I се жени през 1176 г. за Аделхайд Холандска (* 1163, † сл. 1205), дъщеря на граф Флоренс III от Зеландия (Герулфинги).
Ото I умира през 1184 г. и е погребан в подарения от него Ленински манастир.

## Деца
Ото I и Юдит имат двама сина:
- Ото II (* сл. 1147; † 4 юли 1205)
- Хайнрих, граф на Гарделеген

Ото I и Аделхайд Холандска имат един син:
- Албрехт II (* ок. 1150; † 25 февруари 1220)